# Чурко В'ячеслав В'ячеславович
В'ячесла́в В'ячесла́вович Чурко́ (нар. 10 травня 1993, Ужгород, Закарпатська область, Україна) — український футболіст, правий вінгер «Металіста 1925». Колишній гравець молодіжної та юнацьких збірних України.

## Біографія
У футбольну академію донецького «Шахтаря» В'ячеслав потрапив у віці 14 років з ужгородської СДЮСШОР. Пройшов всі рівні футбольної школи, викликався в основний склад тренером Мірчею Луческу на передсезонні збори. На одному з таких зборів оформив «покер» у ворота швейцарського «Гоїнгу». Проте на офіційному рівні так і не провів жодного матчу в основній команді, виступаючи за дублюючу та молодіжну команди.
Не отримавши шансу зіграти в Прем'єр-лізі України у складі «Шахтаря», 31 серпня 2012 року Чурко відправився в оренду в ужгородську «Говерлу». Першу частину сезону пропустив, через отриманий у матчі молодіжної збірної України проти молодіжної збірної Туреччини перелом ноги. У другій половині сезону в 12 матчах за закарпатців віддав 2 гольові передачі.
Влітку 2013 році Чурко був орендований маріупольським «Іллічівцем». Свій перший гол за «Іллічівець» і в Прем'єр-лізі забив у ворота «Говерли». Забитий м'яч присвятив загиблому в автокатастрофі бразильському футболісту Майкону Перрейра. Всього за два сезони провів за маріупольців 32 матчі і забив 8 голів, проте не зміг врятувати команду від вильоту з Прем'єр-ліги у 2015 році.
У червні 2015 року на правах оренди з «Шахтаря» перейшов у «Металіст». 3 лютого 2016 року було оголошено про перехід В'ячеслава на правах оренди до складу угорського клубу «Академія Пушкаша». Наприкінці липня того ж року на умовах оренди став гравцем італійського клубу «Фрозіноне». 20 січня 2017 року клуб достроково розірвав орендну угоду.
13 червня 2017 року Чурко повернувся в «Маріуполь».

### Збірна України
З 2009 року виступав за юнацькі збірні України різних вікових категорій. У 2012—2014 роках регулярно залучався до матчів молодіжної збірної України.

## Досягнення
Українська прем'єр-ліга:
 Бронзовий призер: 2022/23
 Серія B:
 Бронзовий призер: 2016/17